# Tropicália: ou Panis et Circencis
Tropicália: ou Panis et Circencis è un album discografico brasiliano pubblicato nel 1968. Al disco parteciparono diversi artisti correlati ad un movimento innovatore che prese il nome di tropicalismo: tra questi Gilberto Gil, Caetano Veloso, Tom Zé, Os Mutantes e Gal Costa.
Il progetto, che nacque sull'onda dell'esigenza di innovazione musicale che si respirava in quegli anni soprattutto grazie alla rivoluzione portata dalla cosiddetta british invasion, con a capo la psichedelia d'autore dei Beatles, fu fortemente influenzato dalla pubblicazione di Sgt. Pepper's Lonely Hearts Club Band dell'anno precedente. L'album è non a caso anche citato esplicitamente nella foto di copertina, un chiaro riferimento minimal alla mitica e ben più complessa cover del disco dei Beatles considerato una pietra miliare della musica del novecento. 
'Tropicalia ou panis et circencis' è oggi considerato un classico ma anche un manifesto della nuova música popular brasileira, un perfetto mix di tradizione e innovazione con chiare sonorità psichedeliche tipiche della swinging london di quegli anni. Al disco collaborarono tra gli altri anche Rogério Duprat come curatore degli arrangiamenti e Torquato Neto come paroliere.

## Tracce
| #   | Titolo                              | Autore                                                       | Interprete                                                   | Durata |
| --- | ----------------------------------- | ------------------------------------------------------------ | ------------------------------------------------------------ | ------ |
| 1.  | Miserere nóbis                      | Gilberto Gil, José Carlos Capinam                            | Gilberto Gil                                                 | 3:44   |
| 2.  | Coração materno                     | Vicente Celestino                                            | Caetano Veloso                                               | 4:17   |
| 3.  | Panis et circencis                  | Gilberto Gil, Caetano Veloso                                 | Os Mutantes                                                  | 3:35   |
| 4.  | Lindonéia                           | Caetano Veloso                                               | Nara Leão                                                    | 2:14   |
| 5.  | Parque industrial                   | Tom Zé                                                       | Gilberto Gil, Caetano Veloso, Gal Costa, Tom Zé, Os Mutantes | 3:16   |
| 6.  | Geléia geral                        | Gilberto Gil, Torquato Neto                                  | Gilberto Gil                                                 | 3:42   |
| 7.  | Baby                                | Caetano Veloso                                               | Gal Costa, Caetano Veloso                                    | 3:31   |
| 8.  | Três caravelas (Las Tres Carabelas) | Augusto Algueró e Moreu (versione portoghese: João de Barro) | Caetano Veloso, Gilberto Gil                                 | 3:06   |
| 9.  | Enquanto seu lobo não vem           | Caetano Veloso                                               | Caetano Veloso                                               | 2:31   |
| 10. | Mamãe, coragem                      | Caetano Veloso, Torquato Neto                                | Gal Costa                                                    | 2:30   |
| 11. | Bat macumba                         | Gilberto Gil, Caetano Veloso                                 | Gilberto Gil                                                 | 2:33   |
| 12. | Hino ao Senhor do Bonfim            | Artur de Sales, João Antonio Wanderley                       | Caetano Veloso, Gilberto Gil, Gal Costa, Os Mutantes         | 3:39   |